# Nová Lhota (Černá v Pošumaví)
Nová Lhota (německy Neustift) je zaniklá ves na území obce Černá v Pošumaví v okrese Český Krumlov.

## Historie
Nová Lhota byla osadou obce Plánička. Farností spadala římskokatolickou farnost Černá v Pošumaví. V roce 1921 v Nové Lhotě stálo 5 domů a žilo 33 obyvatel. Po 2. světové válce ves zanikla.